# Forgejo
Forgejo (Aussprache: [/forˈd͡ʒe.jo/]) ist eine freie, in Go entwickelte Softwareentwicklungsplattform mit Git. Es bietet zusätzlich noch andere kollaborative Funktionen wie beispielsweise Bug-Tracking, Code-Review, Kanban-Boards, kontinuierliche Integration, Registry (für zum Beispiel Docker oder Cargo) und Wikis.

## Geschichte
Nachdem im Oktober 2022 die Gitea Limited, welche kostenpflichtige Dienste anbieten soll, von Lunny Xiao gegründet wurde und diese auf Widerstand in der Community stieß, entwickelte sich daraus der Soft-Fork Forgejo. Bei dem Soft-Fork liegt dabei ein besonderer Wert auf der Skalierbarkeit, der Föderierbarkeit und der Datenschutzfreundlichkeit. Mittlerweile ist Forgejo ein Hard-Fork von Gitea. Ein weiterer wichtiger Aspekt ist, dass die Entwicklung mit freier Software geschieht beziehungsweise eigene Tools frei zur Verfügung gestellt werden.
Mitte Dezember 2022 wurde das Projekt auf der offiziellen Website angekündigt. In diesem Artikel wurde des Weiteren verkündet, dass die Entwicklung von Forgejo unter der Verwaltung des Codeberg e. V. erfolge. Der Verein kümmert sich des Weiteren um die Verwaltung der Domainnamen und Markenrechten.

### Version 1.18
Ende Dezember 2022 erfolgte dann die Veröffentlichung der ersten stabilen Version auf Basis von Gitea 1.18.

### Version 1.19
Ende Februar 2023 stellte Forgejo Release-Kandidaten für die Version 1.19 vor, welche dann Ende März als stabile Version veröffentlicht wurden.
Diese brachte neue Funktion wie beispielsweise eine integrierte CI ähnlich zu GitHub Actions und eine Package Registry, welche unter anderem Docker und Cargo unterstützt.
Ende April 2023 aktualisierte der Codeberg e. V. seine öffentliche Instanz ebenfalls auf die aktuellste Forgejo-Version und migrierte damit von Gitea zu Forgejo.

### Version 1.20
Der erste Release-Kandidat für die Version 1.20 wurde Anfang Juni 2023 durch das Forgejo-Team veröffentlicht.
Diese Version brachte unter anderem neue Moderations-Optionen, wie das Blockieren anderer Benutzer, weitere unterstützte Registrys (z. B.: Debian, Go, Swift) und Verbesserungen der Barrierefreiheit.

### Version 1.21
Forgejo 1.21 wurde Ende November 2023 veröffentlicht.
Die Kernneuerungen sind das Blockieren von Nutzern, neue E-Mail-Benachrichtigungen für Admins, wenn Benutzer Konten erstellen, die Erweiterung von Actions (CI/CD) und die Erkennung von vielen weiteren Programmiersprachen.

### Hard-Fork
Im Februar 2024 entschieden die Forgejo-Autoren, von einem Soft-Fork zu einem Hard-Fork zu wechseln. Dies wurde damit begründet, dass es somit einfacher werde, stabile, sichere und zuverlässige Versionen bereitstellen zu können. Ein weiterer Grund ist, dass die Codebasen sich immer weiter voneinander entfernen, da unter anderem Funktionen und Änderungen in Forgejo aufgenommen wurden, welche nicht in Gitea verfügbar sind.
Ein Hard-Fork ist möglich, da Forgejo heute eine ausreichend große Anzahl von Personen aufweist, die zum Projekt beitragen. Infolge des Hard-Forks wird ebenfalls nicht mehr garantiert, dass ein problemloses Aktualisieren von einer aktuellen Gitea-Version auf Forgejo möglich ist.

### Version 7.0
Forgejo 7.0 wurde am 23. April 2024 veröffentlicht. Der Versionssprung von 1.21 zu 7.0 ist mit dem Hard-Fork und der Einführung von Semantic Versioning 2.0.0 zu begründen.
Mit dieser Version wurden unter anderem vier neue Sprachen unterstützt (Bulgarisch, Esperanto, Filipino und Slowenisch), eine Codesuche implementiert und Aktivitätsgraphen hinzugefügt.
Die Version 7.0 ist ebenfalls die erste Version mit Long-Term-Support (LTS) und erhält dadurch kritische Fehler- und Sicherheitsbehebungen bis Juli 2025 in Patch-Releases.

### Version 8.0
Forgejo 8.0 wurde am 30. Juli 2024 veröffentlicht. Version 8.0.1 folgte am 9. August 2024.

### Version 9.0
Ab Version 9 soll Forgejo unter der „GPLv3+“-Lizenz veröffentlicht werden.

## Infrastruktur
Forgejo kann auf einem eigenen System installiert werden. Die direkte Installation von Forgejo ist unter Linux möglich, bei anderen Betriebssystemen wird Docker benötigt. Eine Nutzung auf eingebetteten Systemen, wie dem Raspberry Pi oder einem NAS, ist aufgrund der im Vergleich zu Alternativen geringen Ressourcenvoraussetzungen ebenfalls möglich.
Des Weiteren kann auch die freie Instanz des Codeberg e.V. für eigene quelloffene Projekte verwendet werden.
Für Android existiert die freie App GitNex, mit welcher Repositorys von Forgejo verwaltet werden können. Für Linux, Windows und macOS existiert zusätzlich die Konsolenanwendung tea.